# Diuronotus aspetos
Diuronotus aspetos är en djurart som tillhör fylumet bukhårsdjur, och som beskrevs av Todaro, Balsamo och Kristensen 2005. Diuronotus aspetos ingår i släktet Diuronotus och familjen Chaetonotidae.
Artens utbredningsområde är Norra Ishavet. Inga underarter finns listade i Catalogue of Life.